# سوئد جنوبی

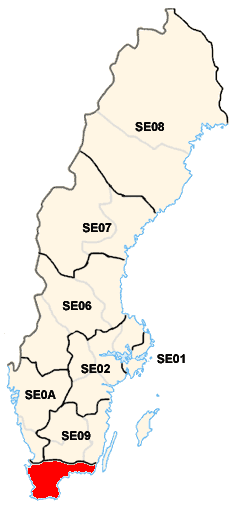
سوئد جنوبی

سوئد جنوبی (به سوئدی: Sydsverige) یکی از ناحیه‌های سوئد است. ناحیه‌ها بخش‌هایی از فهرست آماری اتحادیه اروپا هستند.

## جغرافیا
این ناحیه در جنوب سوئد در نزدیکی دانمارک واقع شده‌است. ناحیه‌های اسملاند و جزیره‌ها و سوئد غربی با این ناحیه مرز مشترک دارند. از شهرهای مهم و پرجمعیت این ناحیه می‌توان به مالمو، هلسینگبورگ، لوند، کارلسکرونا، کریستینستاد، لندزکرونا و ترلبورگ اشاره کرد.

## تقسیمات
سوئد جنوبی از ۲ استان تشکیل شده‌است:
- بلکینگه (مرکز: کارلسکرونا)
- اسکونه (مرکز: مالمو)